# WEC 41
WEC 41: Brown vs. Faber 2（ダブリューイーシー・フォーティワン：ブラウン・ヴァーサス・フェイバー・ツー）は、アメリカ合衆国の総合格闘技団体「WEC」の大会の一つ。2009年6月7日、カリフォルニア州サクラメントのアルコ・アリーナで開催された。

## 大会概要
メインイベントではWEC 36と王者と挑戦者が入れ替わる形でマイク・トーマス・ブラウンとユライア・フェイバーによるWEC世界フェザー級タイトルマッチが行われ、ブラウンがフェイバーを判定で降し、2度目の王座防衛に成功した。
セミファイナルではジョゼ・アルドが試合開始直後に跳び膝蹴り2連打を繰り出し、開始8秒でTKO勝ちし、ノックアウト・オブ・ザ・ナイトを受賞した。
第1試合ではセス・ダイクンが跳びつき三角絞めで一本勝ちし、サブミッション・オブ・ザ・ナイトを受賞した。
TKO世界バンタム級王者ノア・トーマス、キャリア10戦全勝のジェームス・クラウス、8戦全勝のアンソニー・ペティス、5戦全勝のカイル・ディーツがWECデビュー。

## 試合結果

### プレリミナリィカード
第1試合 バンタム級 5分3R
○  セス・ダイクン vs.  ローランド・ペレス ×
1R 2:30 跳びつき三角絞め
第2試合 バンタム級 5分3R
○  フランク・ゴメス vs.  ノア・トーマス ×
2R 3:12 肩固め
第3試合 バンタム級 5分3R
○  アントニオ・バヌエロス vs.  スコット・ヨルゲンセン ×
3R終了 判定2-1（29-28、28-29、29-28）
第4試合 ライト級 5分3R
○  アンソニー・ペティス vs.  マイク・キャンベル ×
1R 1:49 三角絞め
第5試合 バンタム級 5分3R
○  ハファエル・ヒベイロ vs.  カイル・ディーツ ×
1R 1:55 チョークスリーパー
第6試合 フェザー級 5分3R
○  マニー・ガンブリャン vs.  ジョン・フランチ ×
3R終了 判定3-0（30-27、30-27、30-27）

### メインカード
第7試合 フェザー級 5分3R
○  ジョシュ・グリスピ vs.  ジェンス・パルヴァー ×
1R 0:33 ギロチンチョーク
第8試合 ライト級 5分3R
○  ドナルド・セラーニ vs.  ジェームス・クラウス ×
1R 4:38 チョークスリーパー
第9試合 フェザー級 5分3R
○  ジョゼ・アルド vs.  カブ・スワンソン ×
1R 0:08 TKO（レフェリーストップ：跳び膝蹴り→パウンド）
第10試合 WEC世界フェザー級タイトルマッチ 5分5R
○  マイク・ブラウン vs.  ユライア・フェイバー ×
5R終了 判定3-0（49-46、49-46、48-47）
※ブラウンが王座の2度目の防衛に成功。

### 各賞
ファイト・オブ・ザ・ナイト：マイク・ブラウン vs. ユライア・フェイバー
ノックアウト・オブ・ザ・ナイト：ジョゼ・アルド
サブミッション・オブ・ザ・ナイト：セス・ダイクン
各選手にはボーナスとして10,000ドルが支給された。